# Johann Eleazar Zeissig

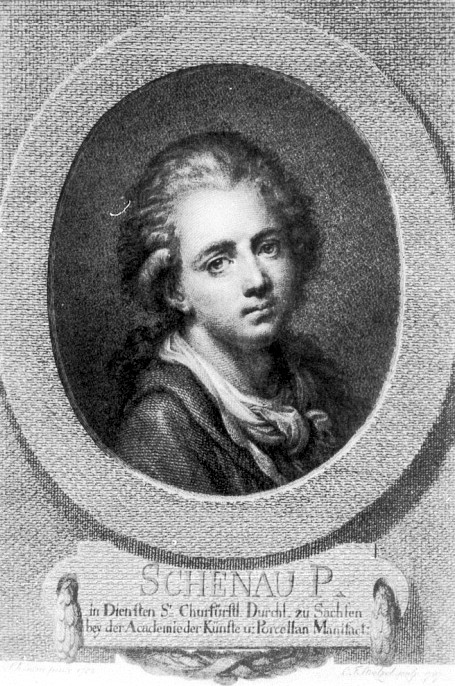
Johann Eleazar Zeissig porträtterad av Christian Friedrich Stölzel.

Johann Eleazar (eller Elias) Zeissig (eller Zeisig, kallad Schönau eller Schenau), född den 7 november 1737 nära Zittau, död den 23 augusti 1806 i Dresden, var en tysk målare. 

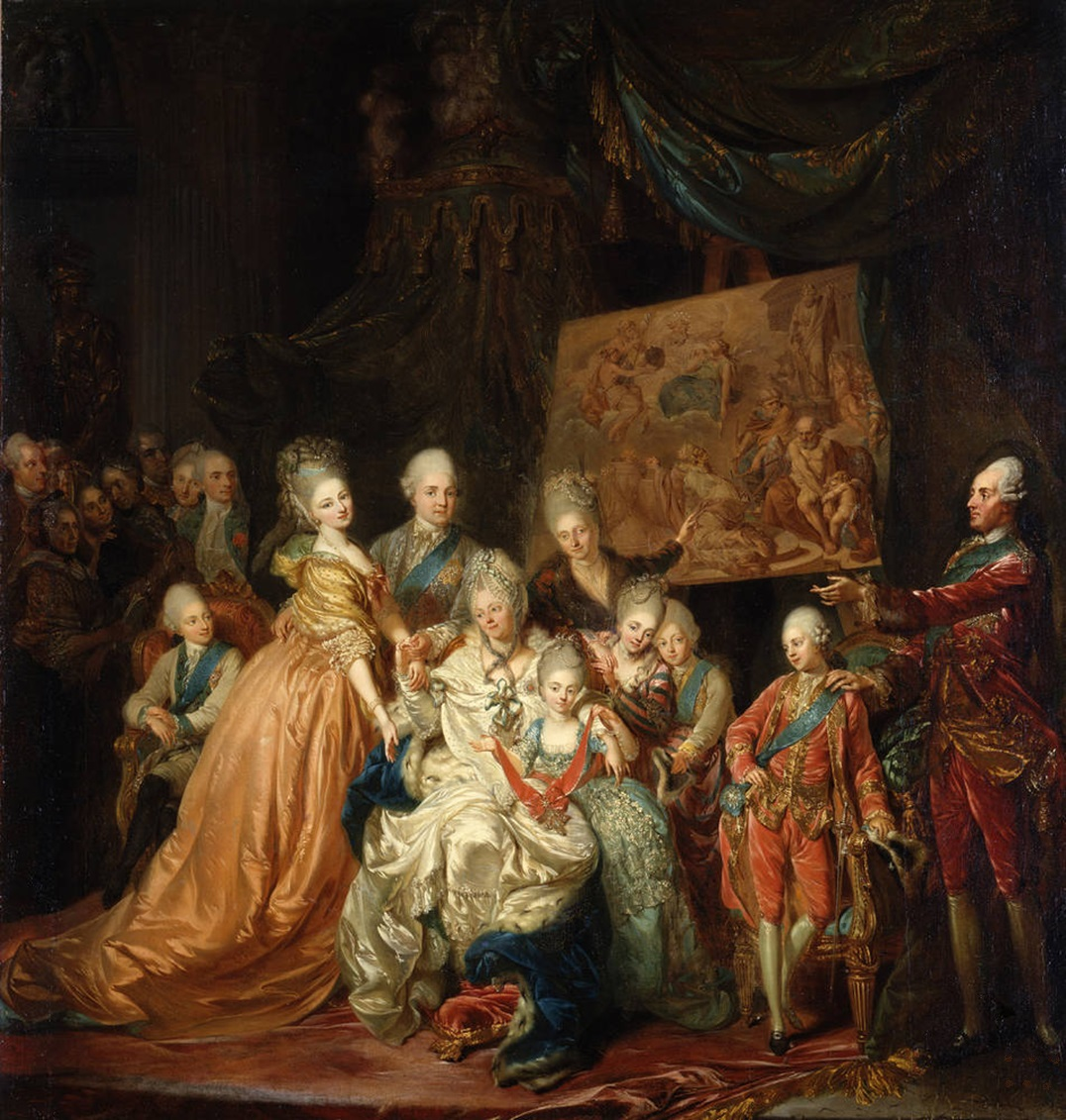
Den kurfurstliga familjen (1772).

Zeissig rymde från sin far, en fattig linnevävare, till Dresden, där han skaffade sig uppehälle som skrivare hos en advokat och nattetid övade sig i teckning, tills han lyckades bli elev vid akademin. 
Han vistades sedan i Paris till 1770, där han var elev av Silvestre, men påverkades mest av Greuze, blev 1772 direktör för teckningsskolan vid porslinsfabriken i Meissen och 1777 direktör där jämte Giovanni Battista Casanova.
Till hans huvudarbeten räknas en porträttgrupp av den kurfurstliga familjen (allegori över änkekurfurstinnan Maria Antonias tillfrisknande, 1772, i Dresdengalleriet) samt Korsfästelsen (1790, i Kreuzkirche, Dresden). Han målade för övrigt porträtt och genrestycken.